# Kate Smith

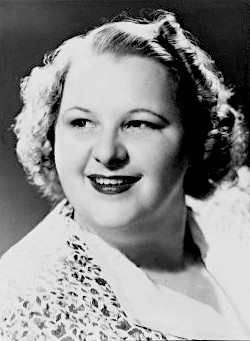
Kate Smith (ca. 1943)

Kathryn Elizabeth Smith (* 1. Mai 1907 in Washington, D.C.; † 7. Juni 1986 in Raleigh, North Carolina) war eine US-amerikanische Sängerin mit einer fünf Jahrzehnte überdauernden Radio-, Fernseh- und Schallplattenkarriere. 

## Leben
Kate Smith entwickelte bereits als Kind eine Liebe für Gesang und Tanz; sie sang im Kirchenchor und bei lokalen Festen und gewann eine Reihe von Preisen für ihre Gesangsdarbietungen. Trotz der Abneigung ihrer Eltern gegen das Showbusiness trat sie schon früh in kleineren Theatern und Nightclubs auf, 1926 wurde sie von einem New Yorker Showproduzenten entdeckt. Obwohl sie nie eine professionelle Gesangsausbildung absolviert hatte, trat sie erfolgreich in Broadway-Musicals auf, jedoch wegen ihrer vollschlanken Figur öfter als Objekt derber Slapstick-Scherze denn als Sängerin. 

### Professionelle Karriere
Kate Smith wollte ihre Bühnenlaufbahn bereits wieder beenden, als sie 1930 von Ted Collins, dem Vizepräsidenten von Columbia Records entdeckt wurde. Collins wurde ihr Manager und – obwohl verheiratet – ihr langjähriger Lebenspartner. Er nahm Platten mit Smith auf, verschaffte ihr Auftritte im Apollo Theater und brachte sie 1931 zum Radio. Rasch wurde ihr auf NBC eine eigene Show angeboten, die zuerst zwei Mal, dann bald sechs Mal wöchentlich ausgestrahlt wurde: Kate Smith Sings. Ihre nächsten Shows machte sie alle bei CBS: Kate Smith and Her Swanee Music (1931–33), The Kate Smith Matinee (1934–35), The Kate Smith New Star Revue (1934–35), Kate Smith's Coffee Time (1935–36) und The Kate Smith A&P Bandwagon (1936–37). Ihr Erkennungslied war When the Moon Comes Over the Mountain, dessen Text sie mitverfasste. Sie begrüßte ihr Publikum immer mit Hello, everybody! und verabschiedete sich mit Thanks for listenin'.
Zugleich nahm Smith weiter erfolgreich Platten auf. 1931 sang sie Dream a Little Dream of Me. Ihre größten Hits waren River, Stay 'Way From My Door (1931), The Woodpecker Song (1940), The White Cliffs of Dover (1941), Rose O'Day (1941), I Don't Want to Walk Without You (1942), There Goes That Song Again (1944), Seems Like Old Times (1946) und Now Is the Hour (1947). Sie sang 1931 den umstrittenen Top-Twenty-Song That's Why Darkies Were Born, in dem den schwarzen Amerikanern dafür gedankt wird, dass sie Baumwolle pflückten und trotz ihrer Versklavung noch sangen: Darum wurden die Dunklen geboren (That's why darkies were born).
Acht Jahre lang, von 1937 bis 1945, war The Kate Smith Hour eine der führenden Radioshows der USA. Die Sendung bot eine Mischung aus Musik, Schauspiel und Komödie, große Film- und Theaterstars hatten regelmäßige Auftritte. Ständige Comedy-Gäste waren etwa Bud Abbott und Lou Costello sowie Henny Youngman. Neben The Kate Smith Hour hatte Smith noch die beliebteste Tagesshow, Kate Smith Speaks, eine Sendung, in der sie mit Ted Collins Nachrichten kommentierte. 1950 begann sie mit Fernsehauftritten, zunächst in ihrer eigenen Nachmittagsshow, The Kate Smith Hour (1950–54). Die Sendung war so erfolgreich, dass Kate Smith bei NBC eine wöchentliche Abendshow bekam, The Kate Smith Evening Hour. Sie absolvierte zahllose Gastauftritte in den Shows von Ed Sullivan, Tennessee Ernie Ford, Dean Martin und Andy Williams. 

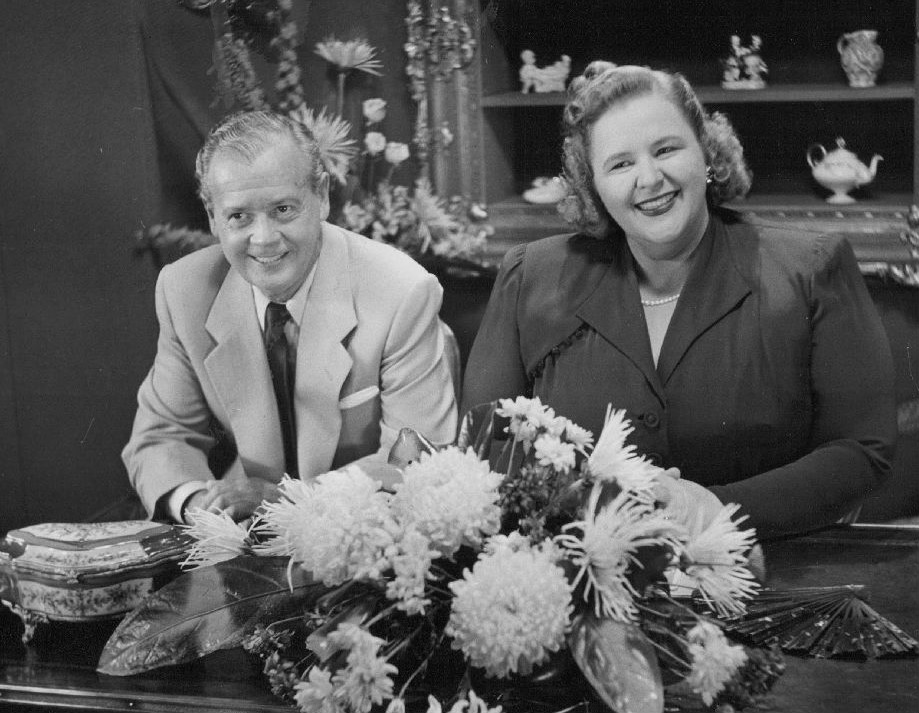
Kate Smith und Ted Collins (1953)

Kate Smith trat nur in drei Filmen auf: 1932 hatte sie einen Cameo-Auftritt in The Big Broadcast; im selben Jahr spielte sie neben Randolph Scott sich selbst in dem Film Hello Everybody!. 1943 sang sie in dem Kriegsfilm This Is the Army Irving Berlins Lied God Bless America. Das von Berlin 1918 geschriebene Lied wurde Kate Smiths größter und lebenslanger Erfolg, mit dem sie während des Zweiten Weltkriegs half, Millionen von Kriegsanleihen zu verkaufen. Im Jahr 1940 galt sie als die meistbezahlte Frau in der Radioindustrie. Die Sängerin trat selbst vor vielen Spielen des Vereins auf und sang ihr Lied. (Angeblich sind Smiths Auftritte der Hintergrund der Redensart It ain't begun till the fat lady sings.)
1956 erlitt Ted Collins vermutlich aufgrund der Arbeitsüberlastung mit Smiths Management einen schweren Herzanfall. Kate Smith erklärte, sie werde nie wieder in einer Fernsehshow auftreten und widmete sich über ein Jahr nur der Pflege ihres Lebensgefährten. 1960 produzierte Ted Collins wieder eine wöchentliche TV-Show mit Smith, doch die Einschaltquoten waren schlecht. Inzwischen gab es mit dem Rock ’n’ Roll eine neue musikalische Mode, die Kate Smith nicht bedienen konnte und wollte. Die Show wurde nach nur einer Staffel abgesetzt und Kate Smith trat nur mehr auf, wenn sie es wollte. 
Ted Collins starb 1964. Kate Smith trat danach nur noch als Gast in Shows auf und gab vereinzelt Konzerte in Nachtklubs. Für ihr Gospel-Album How Great Thou Art wurde sie 1966 mit einem Grammy ausgezeichnet. Noch in den 1970ern trat Kate Smith in Konzerten und in Nachtklubs auf. 1975 nahm sie an der Fernsehshow von Cher teil und sang gemeinsam mit ihr und Tina Turner Lieder der Beatles.

### Letzte Jahre
Smith, Zeit ihres Lebens stark übergewichtig, litt im Alter zunehmend an gesundheitlichen Problemen wie Diabetes. 1976 erlitt sie in Folge eines Komas mehrere Hirnschäden und konnte danach weder sprechen noch singen. 1982 erhielt sie die Presidential Medal of Freedom von Präsident Ronald Reagan. 1986 musste ihr rechtes Bein amputiert werden, im selben Jahr musste sie sich einer Mastektomie unterziehen. Sie starb 79-jährig im Krankenhaus von Raleigh, North Carolina an Atemnot.
1999 wurde sie posthum in die Radio Hall of Fame aufgenommen. Ein Stern auf dem Hollywood Walk of Fame erinnert an Kate Smith.
Der US Postal Service gab am 27. Mai 2010 eine 44-Cent-Briefmarke mit ihrem Porträt heraus.